# アラン (1934年の映画)
『アラン』（Man of Aran）は、1934年に制作されたイギリスのドキュメンタリー映画。アイルランドの西に位置するアラン諸島での生活を描いている。
35年度キネマ旬報ベストテン9位。

## キャスト
- アランの男：コウルマン・キング
- 男の妻：マギー・ディレーン
- 彼らの息子：マイケル・ディレーン
- 鮫狩り：パット・マリン
- 鮫狩り：パッチ・”レッド・ベアード”・ルアド
- 鮫狩り：パッチェン・ファハティ
- 鮫狩り：トミー・オルーク
- カヌーマン：西部の「ビッグ・パッチーン」コニーリー
- カヌーマン：スティーブン・ディレイン
- カヌーマン：パット・マクドノー

## スタッフ
- 監督：ロバート・フラハティ
- 脚本：ジョン・ゴールドマン
- 撮影：ロバート・フラハティ
- 音楽：ジョン・グリーンウッド

## 製作
記録映画「極北の怪異」で大成功をおさめたロバート・フラハティ監督は、1932年にジョン・グリアスンに招かれてイギリスへ渡り、短編記録映画やスコットランドで記録映画を作った後に、
世界で一番荒い海に面していると言われているアラン諸島に心を奪われた。
アラン諸島の３つの島のうち、最も大きなイニシュモア島（英: Inishmore、愛: Inis Mór）で撮影を行い、当時1200人が住んでいた島民のうち、"タイガー(虎)"と呼ばれたコウルマン・キングを選び出し、その妻と子供を中心に撮影を始めた。
カメラはフラハティ自身が受け持ち、妻のフランシスの他、ジョン・ゴールドマンが協力し、また島の住人パット・マリンが助監督と鮫狩りのシーンで出演もしている。
フラハティは、望遠レンズつきカメラを３台を持ち込み、１年半も滞在して撮影した。撮影中は島に簡単な現像所を設け、映したフィルムのラッシュをすぐ映写していた。

## 事実との相違
鮫狩りの撮影は、1930年代にはイニシュモア島では銛を使える漁夫はおらず、島に残っていた銛は1840年代のものであった。
フラハティは、他の島で使える人を探し出し、出演者に訓練を受けさせて、撮影している。

## 公開
フラハティは島の住民に島伝来の古風な服装をさせ、一緒にイギリス各地を巡り歩いて宣伝した。

## 受賞
- 1935年ヴェネチア国際映画祭・最優秀外国映画賞
- 1952年のベルギー世界映画・美術博覧会におけるベルギー王立シネマテーク主催の映画史上のベストテン映画選出で9位となった。